# پاروی‌تراگولوس
پاروی‌تراگولوس (نام علمی: Parvitragulus) نام یک سرده از تیره برین‌بزچگان است.